# Димитър Пеев (диригент)
Димитър Николов Пехов, познат като Митко Пеев е български музикален педагог и диригент.
Роден е на 18 април 1942 г. в село Вършец, Берковско, където завършва средното си образование. През 1952 г. започва да свири в местния ученически оркестър, под ръководството учителя по музика Борислав Димитров. В този оркестър овладява и свири на тромпет, кларинет и саксофон. След завършване на средното си образование започва да работи като музикант в градския духов оркестър, а през есента на 1959 г. отива да отбие редовната си военна служба в гр. Сливен. Веднага попада в полезрението на диригента на гаризонния духов оркестър и е приет да свири партии на тромпет, където остава до уволнението си. След това работи като музикант към Бюро „Естрада“ – Враца, Концертна дирекция – София (до 1987) и културно-масовик към СКК – Вършец, където излиза в пенсия през 2003 г.
През учебната 1961/1962 г. създава първия ученически духов оркестър към ЕСПУ „Васил Коларов“ (СУ „Иван Вазов“) – гр. Вършец, който оркестър съществува до 1983 г. През 2009 г. той е възобновен с името Ученически духов оркестър „Дефилир“. Тогава освен класическият оркестър е създаден и първия фанфарен ученически оркестър към същото училище. През 1971 г. му е въложена задачата да възстанови градския духов оркестър на Вършец, който се формира с още 22 музиканти към Народно читалище „Христо Ботев“.
По негова инициатива през 2010 г., след близо 20-годишно прекъсване е възроден Националният преглед на ученическите духови оркестри, наречен с нговото име.
Димитър Пеев почива на 18 април 2016 г., точно на рождения си ден, на 74-годишна възраст. След смъртта на маестрото през 2016 г. задължението на диригент на „Дефилир“ е поето от неговия син Николай Пеев. На тържествено заседание на Общинския съвет на родния град на маестрото, близките му получават високото отличие Почетен гражданин на Вършец (2019).